# Akodon dayi
Akodon dayi és una espècie de mamífer rosegador de la família dels cricètids. És endèmic de Bolívia, on viu a altituds de fins a 2.450 m. És una espècie en risc mínim, és a dir, no sembla que hi hagi cap amenaça significativa per a la seva supervivència.